# Marocco ai XIV Giochi olimpici invernali
Il Marocco partecipò ai XIV Giochi olimpici invernali, svoltisi a Sarajevo, Jugoslavia, dall'8 al 19 febbraio 1984, con una delegazione di 4 atleti impegnati in una disciplina.

## Delegazione
| Sport      | Uomini | Donne | Totale |
| ---------- | ------ | ----- | ------ |
| Sci alpino | 4      | 0     | 4      |
| Totale     | 4      | 0     | 4      |

## Sci alpino

### Uomini
| Atleta              | Gara           | 1ª manche | 1ª manche | 2ª manche | 2ª manche | Totale  | Totale    |
| Atleta              | Gara           | Tempo     | Posizione | Tempo     | Posizione | Tempo   | Posizione |
| ------------------- | -------------- | --------- | --------- | --------- | --------- | ------- | --------- |
| Hamid Oujebbad      | Slalom gigante | 1:58.13   | 80        | 2:08.56   | 74        | 4:06.69 | 74        |
| Brahim Ait Sibrahim | Slalom gigante | 1:56.32   | 76        | DNF       | –         | DNF     | –         |
| Ahmed Ait Moulay    | Slalom gigante | 1:54.54   | 75        | 2:03.41   | 71        | 3:57.95 | 73        |
| Ahmad Ouachit       | Slalom gigante | 1:45.17   | 65        | 1:56.94   | 65        | 3:42.11 | 64        |
| Ahmed Ait Moulay    | Slalom         | 1:24.80   | 64        | 1:18.45   | 43        | 2:33.25 | 44        |
| Brahim Ait Sibrahim | Slalom         | 1:18.90   | 60        | DNF       | –         | DNF     | –         |
| Ahmad Ouachit       | Slalom         | 1:13.14   | 54        | 1:10.34   | 37        | 2:23.38 | 38        |